# Одинадцяте побачення Моргана і Дестині: Зоопарк Цеппеліна
Одинадцяте побачення Моргана і Дестині: Зоопарк Цеппеліна (англ. Morgan and Destiny's Eleventeenth Date: The Zeppelin Zoo) — американський короткометражний, романтичний, німий фільм, змонтований режисером Джозефом Леонард Гордон-Левіттом (англ. Joseph Leonard Gordon-Levitt), який до того ж зіграв у своїй картині головну роль. Це другий окремий випуск серіалу Морган М. Моргансен (англ. the Morgan M. Morgansen). Прем'єра першого фільму, «Побачення Моргана М. Моргансена з Дестені» (англ. Morgan M. Morgansen's Date with Destiny), відбулася на національному американському кінофестивалі «Санденс» у 2010 році, і позитивна критика стимулювала творців продовжити сагу.

## Сюжет
Морган (Джозеф Гордон-Левітт) та Дестені (Лексі Халм) відвідують розкішний зоопарк на борту дирижабля, де вони зустрічають старого «фудпенгвіна» (англ. foodpenguin — так званий офіціант, з однієї із попередніх частин серіалу), який зараз одягнений у гігантський костюм панди та отримав роботу продавця сувенірів із зоопарку. У зоопарку Морган раптово стикається з жорсткою опозицією: успішним ексбойфрендом Дестені - Лайонелем(Ченнінг Тейтум). Коли кішка Дестені, мультиплікаційна мадам Балафер, раптово зникає на борту дирижабля, виникає боротьба між прихильниками Дестені. Двоє (і Морган, і Лайонель) шукають «мурку» в надії повернути кішку Дестені у тріумфальній перемозі. Ні Морган, ні Лайонель, однак, не можуть знайти кішку, поки «фудпенгвін» не звертає увагу Моргана на мадам Балафер, яка комфортно спить в клітці величезного лева; але подальшому прогресу Моргана перешкоджає повторне виникнення Лайонеля. Між двома чоловіками зав'язується блазнівська кулачна бійка, яка завершується лише після того, як «фудпенгвін» шпурляє шампур з їжею в напрямку до Лайонеля, від чого той спотикається і падає. Зрозуміло, що Морган — слабший з двох чоловіків, і тепер він усвідомлює, що в нього є шанс втекти від Лайонела та проникнути в клітку до лева, щоб схопити Балафер і повернути її Дестені. Однак, Лайонель намагається завадити своєму супротивнику - він голосно засвистів, що сполохало лева. Схопивши Балафер, Морган тікає від розлюченого лева і врятовується в останній момент, перестрибуючи через клітку. Лайонель пішов геть переможеним, а Морган з Дестені та з Балафер пішли з полегшенням.

## У ролях
- Джозеф Гордон-Левітт — Морган М. Моргансен
- Лексі Халм — Дестені
- Ченнінг Тейтум — Лайонель
- Лорі Брюстер — «фудпенгвін»

## Знімання
Режисер Гордон-Левітт знявся в частині, яку і цього разу написала ірландська сценаристка Сара Дейлі. Спецефекти були задумані та створені шотландцем Лорі Брюстером, ілюстрації — головним художником Дженіфер Марією, а внески надходили від онлайн-співробітників. Натан Джонсон створив та змонтував музику для фільму, знову ж використовуючи шматки, надані музикантами з хітРЕКорд.

## Прем'єра
Прем'єра фільму «Одинадцяте побачення Моргана і Дестині: Зоопарк Цеппеліна» відбулася на фестивалі South by Southwest у 2010 році.
1. ↑  Person Profile // Internet Movie Database — 1990.